# Садарбс
«Садарбс» (латис. «Sadarbs») — одна із перших у Латвії творчих спілок, яка об'єднала викладачів Латвійської академії мистецтв, художників, що мали академічну освіту і мистецтвознавців. Була заснована у 1924 році, проіснувала до початку 1940-х років.

## Історія створення і діяльність
Ініціаторами створення нового об'єднання були скульптори Теодор Залькалнс і Карліс Зале. Першим головою став художник Валдемар Тоне (1924-1925), в подальшому, довгі роки, цей пост займав живописець і сценограф Лудольф Лібертс. В роботі об'єднання в різні роки брало участь близько двадцяти осіб, серед них: Юлій Мадерніекс, Яніс Сіліньш, Буркард Дзеніс, Рудольф Пельше, Карліс Міесніекс, Едуард Бренценс, Карліс Бренценс, Конрадс Убанс, Яніс Куга, Аугуст Аннусс, Арій Скріде, Віліс Васаріньш, Едуард Калниньш, Альберт Пранде, Юлій Страуме.
Метою організації стала надія на можливе об'єднання представників різних поколінь, творчих стилів і переваг, в тому числі була зроблена спроба знайти спільну мову з  модернізмом, що тільки народжувався. Діяльність мистецького об'єднання не замкнулася на вирішенні внутрішніх завдань, були встановлені тісні контакти із зарубіжними колегами. Найбільше зближення відбулося з бельгійськими та французькими художниками.
За час свого існування група зуміла організувати одинадцять виставок у  Ризі (з 1928 року за участю іноземних художників) і одну в  Брюсселі (1930). У 1938 році почала роботу секція латвійської скульптури. Повноправними членами об'єднання стали архітектори Сергій Антонов і Ернест Шталбергс.